# INS Garuda
INS Garuda (engelska: Indian Naval Air Station Garuda) är en flygplats i Indien.   Den ligger i distriktet Ernākulam och delstaten Kerala, i den södra delen av landet, 2 100 km söder om huvudstaden New Delhi. INS Garuda ligger 2 meter över havet. Den ligger på ön Venduruthi Island.
Terrängen runt INS Garuda är mycket platt. Havet är nära INS Garuda åt sydväst. Runt INS Garuda är det mycket tätbefolkat, med 1 692 invånare per kvadratkilometer. Närmaste större samhälle är Kochi, 1,6 km sydväst om INS Garuda. Trakten runt INS Garuda består huvudsakligen av våtmarker.